# Кругляк, Владимир Терентьевич
Владимир Терентьевич Кругляк — советский хозяйственный и государственный деятель, лауреат Государственной премии СССР за выдающиеся достижения в труде.

## Биография
Родился в 1929 году. Член КПСС.
В 1949—1989 годах — монтажник, военнослужащий Советского флота, бригадир комплексной бригады строительного управления № 29 треста «Мосстрой» № 6.
Делегат XXIII съезда КПСС.
Заслуженный строитель РСФСР (1979).
За досрочный ввод в действие объектов, большой личный вклад в улучшение качества строительных работ был в составе коллектива удостоен Государственной премии СССР за выдающиеся достижения в труде 1984 года.
Жил в Москве.

## Награды
- Орден Ленина
- Орден Трудового Красного Знамени